# Tipula (Eumicrotipula) duidae
Tipula (Eumicrotipula) duidae is een tweevleugelige uit de familie langpootmuggen (Tipulidae). De soort komt voor in het Neotropisch gebied.